# Ángel Martínez (militar)
Ángel Martínez (Alias Machetero o Machete) (1837-1904), militar. Nació en el estado de Jalisco en 1837, su hoja de servicios expresa que en Arandas y su acta de defunción que en Ayo el Chico del mismo cantón. Muy joven se estableció en la ciudad de Tepic, principió su carrera militar el 2 de septiembre de 1856 como sargento de la Guardia Nacional, se unió al coronel Ramón Corona para combatir a Lozada, ascendió a alférez el 26 de octubre de 1858, a teniente el 12 de noviembre de 1859, a capitán el 20 de octubre de 1862, en cuya fecha procedió a organizar la "guerrilla" de su nombre para combatir a la intervención Francesa y el Imperio; obtuvo el grado de mayor el 20 de agosto de 1863 y se le dio el mando del Escuadrón "Ramírez", el de teniente coronel en agosto de 1864, de coronel el 25 de noviembre siguiente y de general graduado el 1 de marzo de 1865 en que tomó el mando de la III Brigada de Occidente.
A fines de año el general Corona le ordenó que pasara a operar al norte de Sinaloa y sur del Estado, limpió de imperialistas el distrito de El Fuerte, avanzó sobre el territorio sonorense y el 7 de enero de 1866 atacó y tomó la plaza de Álamos por medio de una carga brusca de caballería que destrozó la resistencia de los defensores del Imperio. Se distinguió como un jefe valiente, activo e inhumano que fue al estado de Sonora a inyectar energías a la causa republicana en momentos en que desfallecían sus adictos; trajo un sistema de guerra despiadada y violenta que antes no se había conocido y no guardó ninguna consideración a sus enemigos, ejecutándolos o haciéndolos víctimas de fuertes exacciones expresando que si ellos lo hubieran cogido no lo perdonarían y por lo mismo no debía darles cuartel. Las cargas de caballería de sus chinacos armados de machetes, por cuya causa fueron popularmente conocidos por "los macheteros", fueron decisivas en muchas ocasiones y en todas partes se hicieron temer. Después de haber recuperado Álamos se hizo de elementos y de recursos, mandó dos columnas a operar sobre el Río Mayo y la región de Rosario bajo el mando de los coroneles Alcántara y Correa que ganaron las acciones del Bayájorit y Movas; retrocedió sobre el Río Fuerte en donde se habían alzado los indios, los sometió prontamente y volvió a Álamos.
Regresó a Sinaloa la mayor parte de su brigada por orden de Corona, quedando con la otra a la que agregó la Guardia Nacional que había organizado y en abril avanzó sobre el interior del Estado. En esta fecha obtuvo el ascenso a general de brigada; hizo conjunción con el gobernador Pesqueira, tomó Hermosillo el 4 de mayo en la mañana, en la tarde del mismo día fue derrotado por los imperialistas, teniendo que evacuarla, rehízo sus fuerzas, marchó sobre Ures y fue rechazado y tuvo que retirarse en dirección a Tecoripa y Cumuripa. Reorganizados sus batallones, se dirigió sobre Hermosillo, adonde entró el 13 de agosto; el avance de dos columnas enemigas lo obligó el 21 a dirigirse a Rayón y otros pueblos del norte, y el 4 de septiembre presentó batalla a todas las tropas imperialistas reunidas en el pueblo de Guadalupe de Ures y las derrotó completamente, muriendo el general Langberg en la acción. Inmediatamente prosiguió sobre Ures, que fue tomada el día 6, y se le dieron instrucciones de dirigirse a Guaymas. Yendo de tránsito recibió el aviso de la evacuaión del puerto por los franceses y se adelantó con una escolta arribando en las primeras horas del 15. Ordenó la persecución de los jefes y oficiales comprometidos con el Imperio que se habían dirigido a Baja California buscando la salvación, fueron aprehendidos unos en frente de Santa Rosalía y otros en Mulegé y los mandó fusilar el día 25.
Nombrado jefe de la I División del Cuerpo de Ejército de Occidente, despachó por vía marítima al coronel Dávalos con los elementos que deberían servirle de base y en noviembre se dirigió a incorporarse al general Corona. En su hoja de servicios tiene acreditadas más de 50 acciones de guerra en los períodos de la Reforma y la Intervención Francesa. Sobre su actuación en el Estado el gobernador Pesqueira expresó lo siguiente en circular de fecha 1 de octubre de 1866:

Sonora ha tenido de auxiliares al Gobernador de Sinaloa y al General de División Ramón Corona, quien al enviarme unos refuerzos de tropas, me mandó también al General Ángel Martínez y otros ameritados jefes, que, anhelando combatir en defensa de la causa nacional, no saben hacer distinción de lugar; pero sí saben distinguirse por su bravura, su serenidad en el peligro y por la actividad propia del soldado sufrido y perseverante. Sonora se reconoce deudor de este servicio muy señalado, que se apresurará a recompensar de igual modo, tributándoles un sincero homenaje de gratitud.

A su arribo a Mazatlán fue nombrado jefe de las Armas de Sinaloa cuyo puesto desempeñó hasta 1868; jugó de candidato al gobierno de aquel Estado e inconforme con la resolución de la Legislatura Local desconoció a los poderes del mismo al frente de las tropas que le obedecían, ejerció breves días el Poder Ejecutivo y fue derrotado en Villa Unión por el general Corona. Viendo perdida su causa ocupó treinta mil pesos de la aduana marítima de Mazatlán, dejó la mitad en poder de un amigo de su confianza y con la otra se embarcó para San Francisco, California. Allí pagó maestros para adquirir alguna educación de la que carecía, pues apenas sabía firmar. Al estallar la guerra franco-prusiana en 1870, por odio a los franceses, fue a incorporarse al ejército prusiano y en enero de 1871 entró con éste a la ciudad de París. Regresó a México al año siguiente; el presidente Juárez lo mandó encausar por los fondos que había tomado en Mazatlán; a la muerte del benemérito el presidente Lerdo lo amnistió y pudo volver a Sinaloa. Recogió el depósito que le fue entregado religiosamente, se trasladó a Colima en donde compró la hacienda de Paso de Río y desde entonces quedó ligado al medio local de aquella ciudad.
En 1873 fue elegido diputado federal por uno de los distritos colimenses y en 1875 senador por el citado Estado. En 1876 reingresó al Ejército, defendió el gobierno de don Sebastián Lerdo de Tejada frente a la rebelión de Tuxtepec, ocupó corta temporada el gobierno de San Luis Potosí; operó en los Estados de Jalisco y Michoacán; reconoció al licenciado Iglesias como presidente interino de la República y lo escoltó hasta el puerto de Manzanillo. Este se embarcó con destino al extranjero, él lo hizo poco después; en 1878, decepcionado del grupo lerdista, solicitó su regreso al país y volvió a establecerse en Colima. Nuevamente fue senador por dicho estado de 1880 a 1904, con breves interrupciones en que desempeñó comisiones de orden militar. En 1885 estuvo en el Estado de Sonora, haciéndose cargo de la jefatura de la I Zona Militar, dirigió las operaciones en contra de los yaquis rebeldes hasta que fueron sometidos a la impotencia y la mayoría de ellos se rindió al Gobierno. Aprehendió y mandó ejecutar a José María Leyva Pérez (a) Cajeme y logró normalizar temporalmente la situación.
En enero de 1889 fue promovido a la VI Zona Militar que tenía su cuartel en Matamoros y el 18 de junio siguiente obtuvo patente de retiro del Ejército. Falleció en la ciudad de Colima el 22 de mayo de 1904.